# Sinfonietta (Janáček)
La Sinfonietta (subtitutlada Sinfonietta militar o Festival Sokol) es una obra para gran orquesta, expresiva y festiva, escrita por el compositor moravo Leoš Janáček. Está dedicada a las "fuerzas armadas checoslovacas" y el autor dijo que pretendía expresar "el hombre contemporáneo libre, su belleza espiritual y alegría, su fuerza, coraje y determinación para luchar por la victoria". 
Su origen se encuentra cuando Janáček escuchó una banda y se inspiró en escribir fanfarrias él mismo. Cuando los organizadores del Festival Gimnástico de Sokol le comisionaron una obra, desarrolló el material que había escrito en la Sinfonietta. 
La Sinfonietta fue escrita en 1925, la cual consta de cinco movimientos que están calificados para una combinación diferente de instrumentos de orquesta.
Posteriormente, retiró del título la palabra "militar". La obra fue estrenada en Praga el 26 de junio de 1926 bajo la dirección de Václav Talich, junto con la Misa glagolítica. Su interpretación suele durar entre 20 y 25 minutos. 
Esta obra es de gran importancia en 1Q84, la novela del escritor japonés Haruki Murakami (Ed. Tusquets, 2011).

## Orquestación
La obra requiere 3 flautas y flautín (=flauta 4), 2 oboes, corno inglés, 2 clarinetes, clarinete en mi bemol, clarinete bajo, 2 fagot, 4 trompas, 9 trompetas en do, 3 trompetas en fa, 2 trompetas bajas, 4 trombones, 2 tubas tenor, tuba bajo, timbales, platillos, campana, arpa y cuerda.

## Estructura
La pieza se divide en cinco movimientos, todos con un subtítulo descriptivo:
1. Allegretto (fanfarria)
2. Andante (el castillo, Brno)
3. Moderato (el monasterio de la reina, Brno)
4. Allegretto (la calle que lleva al castillo)
5. Andante con moto (el ayuntamiento, Brno)

## Grabaciones discográficas (selección)
- Sony 88697 58952 2 George Szell / Cleveland Orchestra
- Supraphon 3684 Karel Ančerl / Orquesta Filarmónica Checa
- EMI 5-66980-2 Simon Rattle / Philharmonia Orchestra
- London 410138-2 Charles Mackerras / Orquesta Filarmónica de Viena
- Telarc CD-80174 Andre Previn / Orquesta Filarmónica de Los Ángeles
- Supraphon 110282-2 František Jílek / Orquesta Filarmónica de Brno
- Virgin VC791506-2 Libor Pešek / Philharmonia Orchestra
- Decca 425 624-2 Claudio Abbado / London Symphony Orchestra